# Darren Korb
Darren Korb est un auteur-compositeur américain. Il est connu pour avoir composé les musiques des jeux Bastion, Transistor, Pyre et Hades. Tous ces jeux ont été développés par le studio indépendant Supergiant Games.

## Associations avec Supergiant Games

### Bastion(2011)
Ami d'enfance du cofondateur de Supergiant Games Amir Rao, Darren a été choisi pour écrire les chansons de Bastion,. Il décrit sa musique pour Bastion comme « de la trip-hop acoustique », auquel il combine « des couches de samples rapides »,. Dans Bastion, une amie de longue date de Korb, Ashley Barrett, qui double le personnage de Zia, s'occupe aussi des voix sur les chansons.
La musique de Bastion a été très bien reçue par les critiques la définissant comme l'une des meilleures bande son de jeu vidéo de 2011. Il remporte la meilleure bande son et la meilleure musique originale durant les Spike Video Game Awards.
Une version physique sur CD sort le 2 septembre 2011. Elle s'est vendue à plus de 30 000 exemplaires à la date du novembre 2011.

### Transistor(2014)
La première collaboration entre Supergiant Games et Korb ayant bien fonctionnée, le compositeur est donc choisi pour composer la musique de Transistor. Korb décrit sa bande-son comme du "Post-rock électronique". Il passe beaucoup plus de temps à expérimenter que lors de son travail sur Bastion.
Korb utilise de nombreux instruments sur la bande-son de Transistor, une base composée de guitares électriques et de batteries électronique et un accompagnement d'instruments issus "du vieux-monde" comme l'accordéon, la harpe ou la mandoline. Une fois de plus, Korb et Ashley Barrett collaborent sur les parties lyriques. C'est elle aussi qui s'occupe du doublage du personnage principal.
Tout comme Bastion, Transistor reçoit un accueil positif de la part des critiques. La musique est félicitée pour "sa richesse et sa complémentarité avec le reste du jeu". Korb est nommé dans plusieurs cérémonies pour sa musique.
La bande-son sort en même temps que le jeu, le 20 mai 2014. Elle se vend à 48 000 exemplaires sur ces 10 premiers jours.

### Pyre(2017)
Korb compose la bande-son de Pyre et deux versions physiques sont éditées le jour de la sortie du jeu, le 25 juillet 2017.

### Hades(2020)
Korb compose la bande-son d'Hades et participe aussi au doublage du jeu en incarnant Zagreus, le personnage principal du jeu.

## Prix remportés
| Jeux       | Cérémonie/Association                                  | Catégorie                                             | Résultat   |
| ---------- | ------------------------------------------------------ | ----------------------------------------------------- | ---------- |
| Bastion    | Independent Games Festival awards                      | Excellence In Audio categories                        | Nomination |
| Bastion    | Spike Video Game Awards                                | Best Original Score                                   | Lauréat    |
| Bastion    | Spike Video Game Awards                                | Best Song in a Game                                   | Lauréat    |
| Bastion    | GameSpot's Game of the Year awards                     | Best Song in a Game                                   | Lauréat    |
| Bastion    | Inside Gaming Awards                                   | Best Original Score                                   | Lauréat    |
| Bastion    | Giant Bomb's 2011 Game of the Year Awards              | Best Music                                            | Lauréat    |
| Transistor | The Game Awards                                        | Best Score                                            | Nomination |
| Transistor | Giant Bomb's 2014 Game of the Year Awards              | Best Music                                            | Nomination |
| Transistor | NAVGTR Awards                                          | Best Song                                             | Nomination |
| Transistor | NAVGTR Awards                                          | Best Song Collection                                  | Nomination |
| Transistor | NAVGTR Awards                                          | Original Light Mix Score, New IP                      | Nomination |
| Transistor | IGN's Best of 2014                                     | Best Music                                            | Nomination |
| Transistor | Academy of Interactive Arts & Sciences D.I.C.E. Awards | Outstanding Achievement in Original Music Composition | Nomination |
| Transistor | Game Developers Choice Awards                          | Best Audio                                            | Nomination |
| Transistor | SXSW Gaming Awards                                     | Excellence in Musical Score                           | Lauréat    |
| Pyre       | Golden Joystick Awards                                 | Best Audio                                            | Nomination |
| Pyre       | NAVGTR Awards                                          | Original Light Mix Score, New IP                      | Nomination |
| Pyre       | 16th Annual Game Audio Network Guild Awards            | Best Interactive Score                                | Nomination |
| Hades      | The Game Awards 2020                                   | Best Score                                            | Nomination |